# الفترة الزمنية لجائحة كورونا لعام 2020 في الهند

## يناير
في 30 يناير تم التأكد من الحالة الأولى في منطقة ثريسور التي تقع في ولاية كيرلا وتلك الحالة تعود إلى طالب عاد إلى المنزل لقضاء عطلة من جامعة ووهان في الصين

## فبراير
في 2 فبراير تم الإبلاغ عن الحالة الثانية في مقاطعة الابوزا في ولاية كيرلا وتلك الحالة تعود إلى طالب عاد من ووهان، الصين
في 3 فبراير تم الإبلاغ عن حالة في منطقة كاسارجود في ولاية كيرلا ووتعود إلى  طالب عاد من ووهان، الصين

## مارس

### مارس 1-2
في 2 مارس أبلغت وزارة الصحة عن حالتين:
الأولى لرجل يبلغ من العمر 45 عامًا  في دلهي كان عائدا من إيطاليا والحالة الثانية لمهندس عمره 24 عامًا في حيدرأباد  كان له تاريخ سفر مع الإمارات العربية المتحدة بالإضافة إلى ذلك، المواطن الإيطالي في جايبور الذي كانت نتيجة اختباره سابقا سلبية ثم  أصبحت إيجابية، حيث بلغ مجموع الحالات المؤكدة في البلاد 6حالات.تم تعقب  88 شخص كانوا مخالطين لشخص في حيدراباد وزملائهم ركاب الحافلات من بنغالور وتم وضعهم تحت المراقبة.صرح المسؤولون في حكومة تيلانجانا أن 36 شخصًا كانوا مخالطين لمهندس حيدر آباد  قد ظهرت عليهم أعراض فيروس كورونا. تم عزل موظف في شركة انتل في بنغالور والذي كان مخالطا لمهندس. تم عزل 15 من أفراد طاقم رحلة طيران الهند التي كانت تقل رجل دلهي من فيينا  لمدة 14 يومًا وتم عزل 6 افراد من عائلته في اغرا. طُلب من العاملين في مطعم في دلهي حيث كان يتناول العشاء في 28 فبراير إجراء الحجر الصحي لأنفسهم لمدة أسبوعين  وتم إغلاق مدرستين لمدة اسبوع  في نويدا كان طلابها قد حضروا حفلة عيد ميلاد طفله

#### مارس 3-4
في 3 مارس، كانت نتيجة زوجة السائح الإيطالي في جايبور إيجابية، وتم إرسال عيناتها إلى بيون للتأكيد. 24 شخصاً  (21 إيطاليًا و 3 هنود) مقيمين في فندق في جنوب دلهي تم تحويلهم  إلى معسكر شرطة الحدود الهندية التبتية  للإختبار.
في 4مارس كان 15 منهم (14 إيطاليًا وهنديًا واحدًا)  مع زوجة السائح الإيطالي في جايبور وكانت عيناتهم  إيجابية لفيروس كورونا ووفقا لإعلان معهد الهند  للعلوم الطبية نيودلهي تم عزل ال 14 إيطالياً في ميدانتا في جورجاون، افراد العائلة ال 6 تم تاكيد اصابتهم بالفيروس  في أغرا وكانت نتيجة اختبار موظف من دلهي عاد من عطلة في إيطاليا إيجابية حيث وصل عدد الحالات إلى 29 حالة. تم فحص الركاب في كوتشي الذين كانوا على متن سفينة الرحلات البحرية الإيطالية الفاخرة "كوستا فيكتوريا

##### مارس 5- 6
في 5 مارس، رجل في منتصف العمر في غازي آباد له تاريخ سفر مع إيران كان فحصه إيجابيًا ولقد تم عزل أكثر من 1200 شخص أتوا من دول أخرى في كولكاتا
في 6 مارس، تم تشخيص إصابة أحد سكان غرب دلهي الذي سافر إلى ماليزيا وتايلاند، بالفيروس

###### مارس 7-8
في 7 مارس، نتائج الإختبارات الأولية لرجل في جامو كان قد سافر إلى إيران وكوريا الجنوبية وشخصين من هوشياربور ولديهما تاريخ سفر إلى إيطاليا كانت ايجابية ولكن بانتظار التأكيد من مدينة بونا. في 7/مارس  أعلنت وزارة الصحة عن 3 حالات مصابة وهم  شخصان من لاداخان ذهبوا في زيارة إلى  إيران، وشخص في تاميل كان في عُمان. سائح أمريكي كانت نتيجة فحصه ايجابية  تسبب في حالة تأهب في ولاية آسام بعد أن وجد أنه زار عدة أماكن في الولاية قبل مغادرته البلاد
في 8/مارس تم فحص 5 أشخاص من نفس العائلة في راني (منطقة باتانامثيتا  كيرالا) للتأكد من الإصابة بالفيروس. وكان 3 منهم قد ذهبوا إلى إيطاليا بينما كان 2 منهم  مخالطين للمصابين  وكانت نتائجهم ايجابية

###### مارس 9-10
في 9 مارس كانت نتيجة الاختبار إيجابية لطفلة في الثالثة من عمرها، عائدة  من إيطاليا في إرناكولام  وتم عزل والدي الطفلة كإجراء وقائي وتم التأكيدعلى  إصابة امرأة بالفيروس  تبلغ من العمر 63 عاما في جامو وكشمير كانت في طريقها إلى إيران.شخص في أغرا كان مخالطاً لشخص مصاب ورجل في دلهي تم تشخيصهم بالإصابة بالفيروس وفي وقت لاحق، كانت حالتين من هوشياربور في البنجاب إيجابية وكذلك فني في بنغالور لديه تاريخ سفر إلى الولايات المتحدة وقد أبلغت ولاية ماهاراشترا عن أول حالتيها في وقت لاحق من اليوم بعد اختبار حالة زوجية في بيون، مع تاريخ سفر إلى دبي.
في 10 مارس أكد بيان صحفي صادر عن المجلس الهندي للأبحاث الطبية أن 3 أشخاص آخرين في كارناتاكا، بمن فيهم زوجة وطفل  تم تشخيصهم بالإصابة  بالفيروس. أبلغ رئيس وزراء ولاية كيرالا (بينارايي فيجايان) عن 6 حالات جديدة في باتانامثيتا، وجميعها مرتبطة بالحالات الخمسة السابقة  المصابة  في المدينة.ثلاثة  أشخاص آخرين في بيون اتصلوا بالزوجين المصابين من المدينة وكانت نتائح فحوصاتهم ايجابية وفي وقت لاحق تم اختبار والدي  لطفل مصاب  يبلغ من العمر ثلاث سنوات في ارناكولام.

### 27-28 مارس
في 27 مارس، شكلت امرأة تبلغ 65 عام من مومباي في ماهاراشترا، إلى جانب رجل يبلغ 65 عام من إندور في ماديا براديش، ورجل يبلغ 60 عام من توماكورو في كارناتاكا ورجل يبلغ 38 عام من أوجاين في ماديا براديش، الحالات التاسعة عشرة، والعشرين، والحادية والعشرين والثانية والعشرين للفيروس في الدولة. أبلغت ولاية كيرلا عن تسع وثلاثين حالة أخرى – ثلاث وثلاثون منها في منطقة كاساراجود، واثنتان في كانور وواحدة في كل من تريشور وكاليكوت وكولام. وردت ثمان وعشرون حالة في ماهاراشترا. أكدت تيلانغانا ظهور أربع عشرة حالة جديدة. وردت عشر حالات أخرى في ماديا براديش. أبلغت كارناتاكا عن تسع حالات أخرى. أبلغت أوديشا عن إصابة شخص عائد إلى بوبانسوار من دلهي. وردت حالة أخرى تعود إلى رجل في منتصف الثلاثينات في جزر أندمان ونيكوبار، إذ سافر مع أول حالة إيجابية في الإقليم الاتحادي. وردت حالتان إضافيتان في بهار- شخص من سيوان عائد من دبي وشخص بدون تاريخ سفر من نالاندا. في أندرا برديش، سُجلت نتيجة إيجابية لدى شخص مخالط لمريض مصاب في فيساخاباتنام. وردت حالة أخرى في شانديغار لشخص عائد من دبي. وردت خمس حالات انتقال محلي في بنجاب – ثلاث في إس بي إس ناجار وواحدة في كل من جالاندهار وساس ناجار. وردت سبع حالات في راجستان – حالتان في كل من بلوارا ودنجاربور، وحالة في كل من جودبور وجايبور وشورو.
في 28 مارس، شكل مواطن يمني يبلغ 60 عام قادم إلى دلهي كمتبرع محتمل للكبد، إلى جانب رجل يبلغ 69 عام من إرناكولام في كيرلا عائد من دبي، وطبيب مسالك بولية متقاعد يبلغ 85 عام من مومباي في ماهاراشترا، ورجل يبلغ 74 عام من حيدر آباد في تيلانغانا عائد من مجمع ديني في نيودلهي، وشخص يبلغ 46 عام من أحمد آباد في غوجارات ورجل يبلغ 74 عام من تيلانغانا، الحالات الثالثة والعشرين، والرابعة والعشرين، والخامسة والعشرين، والسادسة والعشرين، والسابعة والعشرين والثامنة والعشرين للفيروس في الدولة. سجلت ماهاراشترا أربع عشرة حالة جديدة – اثنتا عشرة حالة منها في مومباي وحالتان في ناغبور. وردت سبع عشرة حالة أخرى في كارناتاكا – ارتبطت ست عشرة حالة منها بالحالات الأخرى ورجعت حالة إلى رجل من بنغالور عائد من لندن في المملكة المتحدة. وردت ثلاث عشرة حالة جديدة في جامو وكشمير – تسع منها في سريناغار، وثلاث في جامو وواحدة في جاندربال. وردت ثلاث حالات أخرى في ماديا براديش – اثنتان منها في إندور وواحدة في أوجاين. أبلغت راجستان عن أربع حالات جديدة – رجل يبلغ 23 سنة في أجمير عائد من بنجاب وثلاثة أشخاص من الموظفين في مشفى خاص في بلوارا. أبلغت كجرات عن ست حالات إضافية. أبلغت تاميل نادو عن حالتين أخريين – حالة في كومباكونام وأخرى في كاتبادي. أبلغت كيرلا عن ست حالات أخرى – حالتان منها في منطقة ثيروفانانثابورام وحالة في كل من كولام وبلكاد ومالابورام وكاساراغود. وردت خمس حالات أخرى في أتر برديش – ثلاث منها في نويدا وواحدة في كل من نويدا الكبرى ومنطقة جوتام بوذا نجر. وردت حالة أخرى في أوتاراخند لدى رجل يبلغ 21 عام في دهرادون ويملك تاريخ سفر إلى دبي. ظهرت نتيجة إيجابية لدى رجل يبلغ 21 عام من رايبور في تشاتيسغار عائد من لندن في المملكة المتحدة. وردت ست حالات أخرى في تيلانغانا. ظهرت نتيجة إيجابية لدى ثلاثة أشخاص آخرين في جزر أندمان ونيكوبار، إذ حضر جميعهم برنامجًا دينيًا في دلهي. ظهرت نتيجة إيجابية لدى ثلاث نساء من البنغال الغربية، إذ خالطت اثنتان منهن حالات إيجابية أخرى.

### 29-30 مارس

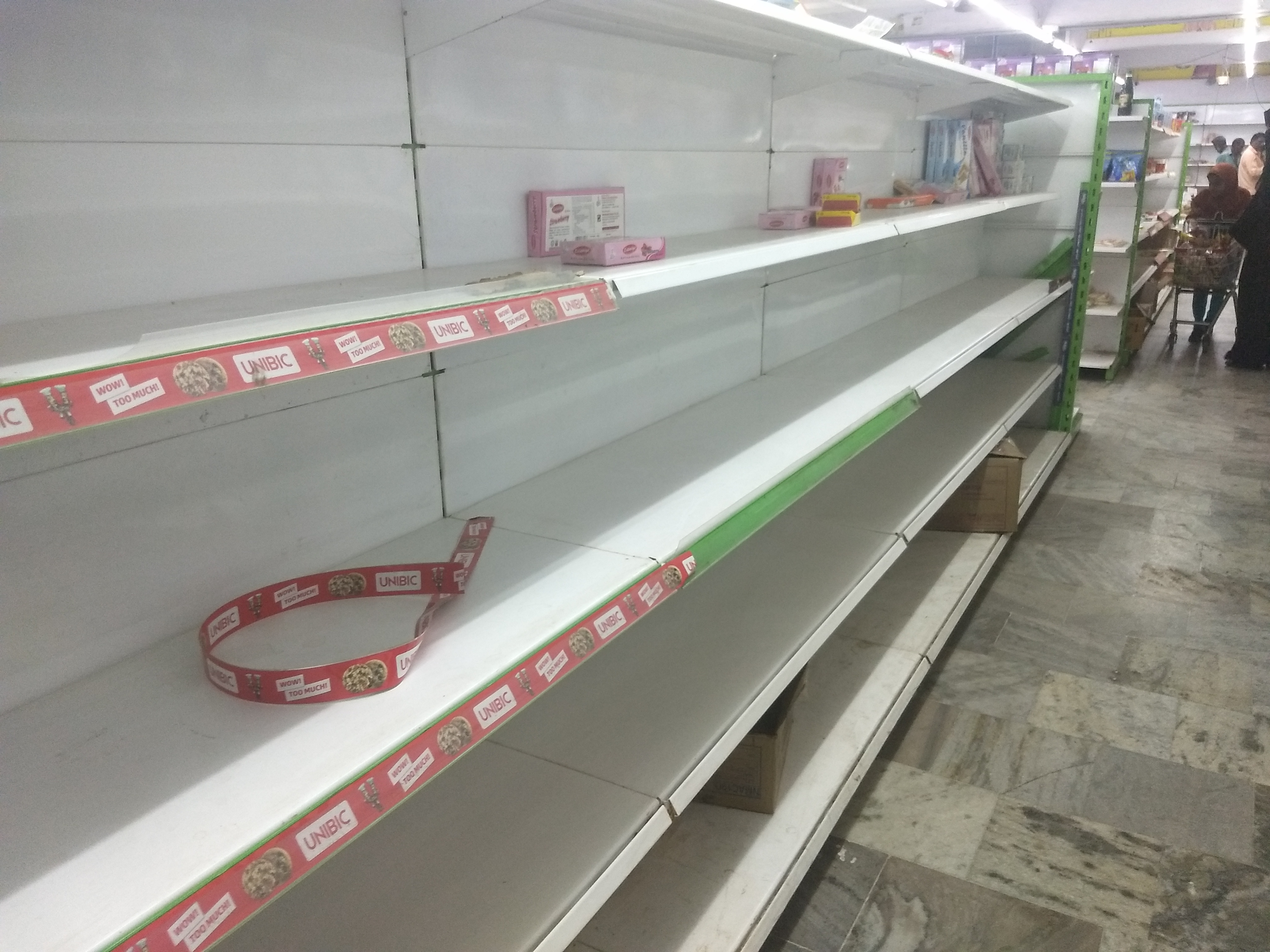
رفوف متجر فارغة في تيروبور بسبب هلع الشراء السابق للإغلاق التام

في 29 مارس، شكل رجل يبلغ 45 عام من أحمد آباد في غوجارات، إلى جانب رجل يبلغ 52 عام من سريناغار في جامو وكشمير، وامرأة تبلغ 40 عام من مومباي في ماهاراشترا، ورجل يبلغ 45 عام من بولدهانا في ماهاراشترا ورجل يبلغ 62 عام من منطقة هوشيربور في بنجاب، الحالات التاسعة والعشرين، والثلاثين، والحادية والثلاثين، والثانية والثلاثين والثالثة والثلاثين للفيروس في الدولة. سُجلت ثلاث وعشرون حالة في دلهي. وردت اثنتان وعشرون حالة أخرى في ماهاراشترا – عشر منها في مومباي، وخمس في بونه، وثلاث في ناغبور، وثلاث في أحمد ناجار وواحدة في كل من سنغالي، وبولدهانا وجالجاون. وردت عشرون حالة أخرى في كيرلا – ثمان منها في منطقة كانور، وسبع في كاساراغود وواحدة في كل من ثيروفانانثابورام، وإرناكولام، وتريشور، وبلكاد ومالابورام. أبلغت تاميل نادو عن ثمان حالات أخرى، إذ ارتبطت جميعها بمواطنين تايلنديين ومجموعتهما التي ظهرت إصابتها الإيجابية. سجلت غوجارات ثمان حالات إضافية – أربع منها في أحمد أباد وواحدة في كل من راجكوت، وسورت، وبورباندر وجير سومناث. أبلغت جامو وكشمير عن خمس حالات جديدة – اثنتان منها في سريناغار، واثنتان في بادجام وواحدة في بارامولا. وردت أربع حالات أخرى في بهار. سُجلت خمس حالات أخرى في راجستان – ثلاث منها في أجمير وواحدة في كل من بلوارا وجونجونو. وردت الحالة الأولى في أمبالا. سُجلت نتيجة إيجابية لدى شخصين في غوا، كان أحدهما شقيق أحد الحالات أخرى. سُجلت حالتا انتقال محلي في فيساخاباتنام في ولاية أندرا برديش. وردت ثلاث حالات أخرى في البنغال الغربية – طبيب تخدير في الجيش يبلغ 51 عام من كلكتا إذ عاد من دلهي، وموظف حكومي متقاعد يبلغ 66 عام من باراناجار ورجل يبلغ 59 عام. وردت ثلاث حالات أخرى في تيلانغانا.
في 30 مارس، شكلت امرأة تبلغ 45 عام من بهافا نجر في غوجارات، إلى جانب امرأة تبلغ 44 عام من كاليمبونج في البنغال الغربية، ورجل يبلغ 52 عام من بونه في ماهاراشترا، وامرأة تبلغ 42 عام من لوديانا في بنجاب، ورجل يبلغ 41 عام من إندور في ماديا براديش، وامرأة تبلغ 49 عام من إندور في ماديا براديش، ورجل يبلغ 80 عام من مومباي في ماهاراشترا، وخمسة أشخاص من تيلانغالا، ورجل يبلغ 25 عام من منطقة باسطي في أتر برديش وامرأة تبلغ 48 عام من هاورا في البنغال الغربية، الحالات الرابعة والثلاثين، والخامسة والثلاثين، والسادسة والثلاثين، والرابعة والثلاثين، والخامسة والثلاثين، والسادسة والثلاثين، والسابعة والثلاثين، والثامنة والثلاثين، والتاسعة والثلاثين، والأربعين، والحادية والأربعين، والثانية والأربعين، والثالثة والأربعين، والرابعة والأربعين، والخامسة والأربعين، والسادسة والأربعين والسابعة والأربعين للفيروس في الدولة. سُجلت اثنتان وثلاثون حالة في كيرلا، ارتبطت سبع عشرة حالة منها بتاريخ سفر إلى الخارج بينما نتجت خمس عشرة حالة أخرى عن الانتقال المحلي. سُجلت نتيجة إيجابية لدى رجل يبلغ 49 عام من كاكينادا وآخر يبلغ 72 عام من راجا ماهندري في أندرا برديش. وردت سبع عشرة حالة أخرى في تاميل نادو. وسُجلت حالة واحدة جديدة في جزر أندمان ونيكوبار. أبلغت غوجارات عن ست حالات أخرى – خمس منها في بهافا نجر وواحدة في أحمد آباد. سُجلت ثمان حالات أخرى في ماديا براديش – سبع منها في إندور وواحدة في أوجاين. سجلت بنجاب ثلاث حالات جديدة – حالة واحدة في كل من موهالي، ولوديانا وباتيالا. أبلغت جامو وكشمير عن إحدى عشرة حالة جديدة – ثمان منها في كشمير وثلاث في قسم جامو. وردت خمس حالات أخرى في شانديغار – تعود اثنتان منها إلى زوجين هنديين مقيمين في كندا بينما نتجت الحالات الثلاث الأخرى عن الانتقال المحلي. سُجلت نتيجة إيجابية لدى سبعة أشخاص أخرين في تيلانغانا. وردت إصابة خمسة وعشرين شخص آخر في دلهي. سجلت ماهاراشترا سبع عشرة حالة جديدة – ثمان منها في مومباي، وخمس في بونه، واثنتان في ناغبور وواحدة في كل من ناشيك وكولهابور. وردت ست عشرة حالة أخرى في أتر برديش – سبع منها في نويدا، وست أخرى في ميروت وواحدة في كل من لكناو، وأغرة وبولاندشار. سُجلت عشرون حالة أخرى في راجستان. سُمح لثلاثة أفراد من عائلة عائدة من إيطاليا مغادرة المشفى، إلى جانب اثنين من أقربائهم.

### 31 مارس
في 31 مارس، شكلت امرأة تبلغ 68 عام من ثيروفانانثابورام في كيرلا، إلى جانب رجل يبلغ 65 عام من منطقة موهالي في بنجاب، الحالتين الثامنة والأربعين والتاسعة والأربعين للفيروس في الدولة. سُمح للزوجين الكبيرين في السن مغادرة المشفى في كيرلا. وردت أربع وستون حالة أخرى في ماهاراشترا. سُجلت نتيجة إيجابية لدى سبعة وخمسين شخص في تاميل نادو. ارتفع عدد الحالات في دلهي إلى ثلاث وعشرين حالة. سُجلت إصابة واحد وعشرين شخص أخر في أندرا برديش. وردت تسع عشرة حالة أخرى في ماديا براديش – سبع عشرة منها في إندور وواحدة في كل من بوبال وأوجاين. سُجلت ثلاث حالات انتقال محلي في غوجارات – حالة واحدة في كل من أحمد آباد، وغانديناغار وراجكوت. أبلغت كارناتاكا عن سبع إصابات جديدة – اثنتان في بنغالور، واثنتان من مايسور وواحدة في كل من شيكابالابور، وداكشينا كانادا وأوتارا كانادا. وردت ست حالات أخرى في كشمير. سُجلت خمس حالات انتقال محلي أخرى في بريلي من ولاية أتر برديش. وردت أربع حالات أخرى في راجستان. ووردت الحالة الإيجابية الأولى في جهارخاند.

## أبريل

### 1-2 أبريل
في 1 أبريل، شكل رجل يبغ 65 عام من منطقة خارجون في ماديا براديش، إلى جانب شخص يبغ 72 عام من ميروت في أتر برديش، ورجل يبلغ 51 عام من مومباي في ماهاراشترا، ورجل يبلغ 50 عام من بلغار في ماهاراشترا، ورجل يبلغ 75 عام من مومباي في ماهاراشترا، وامرأة تبلغ 84 عام من مومباي في ماهاراشترا، وامرأة تبلغ 73 عام من مومباي في ماهاراشترا وامرأة تبلغ 63 عام من مومباي في ماهاراشترا، الحالات الخمسين، والحادية والخمسين، والثانية والخمسين، والثالثة والخمسين، والرابعة والخمسين، والخامسة والخمسين، والسادسة والخمسين والسابعة والخمسين للفيروس في الدولة. وردت إصابة مئة وعشرة أشخاص في تاميل نادو. وردت ثلاث
وأربعون حالة أخرى في أندرا برديش. أبلغت ماهاراشترا عن ثلاث وثلاثين حالة أخرى – ثلاثون منها في مومباي، واثنتان في بونه وواحدة في بولدهانا. ارتفع عدد الحالات المؤكدة في دلهي إلى اثنتين وثلاثين حالة. أبلغت كيرلا عن أربع وعشرين حالة أخرى – اثنتا عشرة منها في كاسارغود، وثلاث في إرناكولام، واثنتان في كل من ثيروفانانثابورام، وتريشور، ومالابورام وكانور وواحدة في بلكاد. سُجلت عشرون إصابة أخرى في ماديا براديش – تسع عشرة منها في إندور وواحدة في منطقة خارجون. وردت ست عشرة حالة إيجابية أخرى في ماهاراشترا. ظهرت نتيجة إيجابية لدى ثمانية أشخاص من أحمد آباد في غوجارات – امتلك أربعة منهم تاريخ سفر إلى داخل الولاية، والتقط ثلاثة العدوى من السكان المحليين وامتلك واحد منهم تاريخ سفر إلى الخارج. وردت أربع حالات إيجابية في غواهاتي في أسام. سُجلت ثلاث عشرة حالة جديدة في منطقة رامغانج من جايبور في راجستان، إذ خالطت جميع الحالات الحالة الإيجابية الأولى في المنطقة.
في 2 أبريل، شكل شخصان ممن زاروا مركز نظام الدين في دلهي، إلى جانب رجل بلغ 52 عام من فادودارا في غوجارات، ورجل يبلغ 55 عام من فيجاياوادا في أندرا براديش، ورجل يبلغ 62 عام من أمريتسار في بنجاب، وأربعة أشخاص من ماهاراشترا، وورجل يبلغ 67 عام من أمبالا في هاريانا، وامرأة تبلغ 65 عام من إندور في ماديا براديش، ورجل يبلغ 54 عام من إندور في ماديا براديش ورجل يبلغ 71 عام من تشيناي في تاميل نادو، الحالات الثامنة والخمسين، والتاسعة والخمسين، والستين، والحادية والستين، والثانية والستين، والثالثة والستين، والرابعة والستين، والخامسة والستين، والسادسة والستين، والسابعة والستين، والثامنة والستين، والتاسعة والستين والسبعين للفيروس في الدولة. سجلت دلهي ارتفاعًا قدره مئة وواحدة وأربعون حالة مؤكدة، ارتبط 91.49 في المائة منها بتجمع مركز نظام الدين. سُجلت ثمان وثمانون إصابة جديدة في ماهاراشترا - أربع وخمسون منها في مومباي، وإحدى عشرة في بونه، وتسع في أحمد ناجار، وتسع في المناطق المحيطة بمومباي، واثنتان في أورنك آباد وواحدة في كل من ساتارا، وعثمان آباد وبولدهانا. أبلغت تاميل نادو عن خمس وسبعين حالة أخرى مرتبطة بتجمع مركز نظام الدين. وردت ثلاث حالات في منطقة غولبارا من آسام. ظهرت نتيجة إيجابية لدى ثلاثة عشر شخص في راجستان – سبعة في رامغانج وشخص في كل من جودبولر، وجونجونو، وأودايبور، ودولبور وباراتبور. وردت عشرون حالة في أندرا برديش. سُجلت نتيجة إيجابية لدى فتاة تبلغ 10 شهور كع جدتها في شانديغار. أبلغت أروناجل برديش الحالة الأولى فيها لدى رجل يبلغ 31 عام عائد من اجتماع مركز نظام الدين. سجلت أونا في هيماجل برديش نتيجة إيجابية لدى ثلاثة أشخاص ممن حضروا تجمع مركز نظام الدين.-3 أبريل
- في 3 أبريل، سُجّلت حالات كوفيد-19 رقم 71، 72، 73، 74، 75: رجل يبلغ من العمر 78 عامًا من منطقة بانشماهال في ولاية كجرات، رجل يبلغ من العمر 67 عامًا من أحمد آباد في ولاية كجرات، رجل يبلغ من العمر 75 عامًا من باجالكوت في كارناتاكا، بالإضافة إلى شخصين في دلهي ورجل يبلغ من العمر 71 عامًا من تشيناي في تاميل نادو. عدد الأشخاص الإيجابيين لكوفيد-19 في تاميل نادو كان: 102. سجلت دلهي 93 حالة أخرى. تأكد وجود 75 حالة أخرى في تيلانجانا. أبلغت ماهاراشترا عن 67 حالة أخرى - 43 من مومباي و10 من مناطق حول المدينة و9 من بيون و3 من أحمد نجار وواحدة من كل من فاشي وراتناجيري. ارتفع عدد حالات ماديا براديش إلى 47. تسجلت 46 حالة أخرى في راجستان - 14 من جايبور و9 من إيران و12 من تونك و3 من كل من الور وأودايبور و2 من بهاراتبور وبيكانر وواحدة من داوسا. أبلغت ولاية أوتار براديش عن 44 حالة أخرى. أُبلغ عن 12 حالة أخرى في أندرا براديش، و9 حالات إيجابية في ولاية كيرالا - 7 من كاساراجود وواحدة من كل من كانور وثريسور.

●   في 4 أبريل، سُجّلت حالات كوفيد-19 رقم 76، 77، 78، 79، 80، 81، 82، 83، 84، 85: امرأة تبلغ من العمر 67 عامًا من أحمد آباد في ولاية كجرات، رجل يبلغ من العمر 51 عامًا من فيلوبورام في تاميل نادو، امرأة تبلغ من العمر 53 عامًا من منطقة ثيناي في تاميل نادو، 6 أشخاص من ماهاراشترا ورجل يبلغ من العمر 36 عامًا من تشيندوارا في ماديا براديش. أُبلغ عن أربع حالات إيجابية في فيساكاباتنام، و47 حالة إيجابية في ولاية ماهاراشترا. أُبلغ عن الحالة الأولى في منطقة فريدكوت حيث كان اختبار الرجل البالغ من العمر 35 عامًا إيجابيًا. أُبلغ عن حالات إيجابية في آسام، و6 حالات إيجابية في أوتارانتشال.
6-5 أبريل
●   في 5 أبريل، سُجّلت حالات كوفيد-19 رقم 86، 87، 88، 89، 90، 91، 92، 93، 94، 95، 96، 97، 98، 99، 100، 101، 102: شخص من دلهي، امرأة تبلغ من العمر 61 عامًا من سورات في ولاية كجرات، 13 شخصًا من ولاية ماهاراشترا، امرأة تبلغ من العمر 69 عامًا من لوديانا في البنجاب، ورجل يبلغ من العمر 60 عامًا من تشيناي في تاميل نادو. سُجّلت 113 حالة في ولاية ماهاراشترا - 81 حالة من مومباي، 18 من بيون، 4 من أورانجاباد، 3 من أحمد نجار، 2 من كاليان دومبيفلي وثاني، وواحدة من كل من عثمان آباد وفاساي وواحدة من ولاية كجرات. وكانت نتيجة الاختبار في تاميل نادو إيجابية ل 86 شخصًا، 85 منهم عندهم تاريخ سفر إلى دبي. ارتفع عدد حالات دلهي إلى 58. أُعلن في تيلانجانا عن 62 إصابة أخرى. أُبلغ عن حالات إيجابية في موات - هاريانا، و16 حالة إيجابية في إندور - ماديا براديش. تأكد وجود 29 حالة إيجابية في ولاية ماهاراشترا. كانت نتيجة الاختبار إيجابية لرجل يبلغ من العمر 42 عامًا في ديرا باسي من موهالي ورجل في 28 من عمره في لوديانا.
●   في 6 أبريل، سُجّلت حالات كوفيد-19 رقم 103، 104، 105: شخصان من ولاية أندرا براديش وامرأة تبلغ من العمر 62 عامًا من فادودارا في كجرات. أُبلغ عن 120 حالة في ماهاراشترا - 68 من مومباي، و41 من بيون، و3 من أورانجاباد ، و2 من فاساي فيارار، وساتارا وأحمد نجار وواحدة من جالنا وناشيك. كان نتيجة 63 شخصًا في ولاية ماديا براديش إيجابية لكوفيد-19 - 43 شخصًا من بوبال، و16 من إندور، وواحد من كل من بيتول، وفيديشا، وأوجين وواحد من منطقة أخرى. أُبلغ عن 14 حالة إيجابية في ولاية أندرا براديش - 5 في فيساكاباتنام، 3 في أنانتابورام، 3 في كورنول، 2 في جونتور، وواحدة في غرب جودافاري. أُبلغ عن 16 حالة إيجابية في موهالي، 7 حالات في البنجاب، 2 من روبار، 1 من كابورتالا، 1 من موهالي و1 من أمريتسار. توفي شخص من أمريتسار في نفس اليوم، أُعلن أيضًا إصابة رجل عمره 54 عامًا بكوفيد-19 في لودهيانا.
8-7 أبريل
●  في 7 أبريل، بلغ عدد الوفيات 124 على مستوى البلاد. أُبلغ عن تسجيل 23 حالة إيجابية في ولاية ماهاراشترا، و12 حالة إيجابية في كارناتاكا، و3 حالات إيجابية في راجستان. سُجّلت 12 حالة أخرى في الولاية 7 من موهالي وكلها من قرية واحدة، و2 من مانسا، وواحدة من باتهانكوت. أُعلن لاحقًا عن تسجيل 8 حالات أخرى، 5 من باتنكوت وجميعهم كانوت مخاطين لمريض سابق في المقاطعة و 3 من موغا.
● في 8 أبريل، قدرت وزارة الصحة الاتحادية عدد الوفيات ب 149. أُعلن عن 22 حالة في ماديا براديش، وتأكد تسجيل 51 حالة إيجابية في دلهي. أُعلن عن 15 حالة إيجابية في راجستان، و14 في جامو وكشمير، و7 حالات إيجابية في البنجاب.
10-9 أبريل
● في 9 أبريل، ارتفع عدد الوفيات في البلاد إلى 169. أعلنت ماهاراشترا عن تسجيل 211 حالة. 96 منهم كانوا إيجابيين في تاميل نادو. ثبتت إصابة 76 شخصًا في كجرات بالفيروس. شهدت دلهي زيادة قدرها 51 حالة جديدة، أُعلن أيضًا عن تسجيل حالة إيجابية واحدة في هيماشال براديش. كانت نتيجة اختبار 22 شخص بما في ذلك أحد الأطباء مع زوجته إيجابية في ماديا براديش. تأكدت إصابة امرأة تبلغ من العمر 51 عامًا ورجل يبلغ من العمر 69 عامًا من غرب البنغال في بوبانسوار. أُبلغ عن 7 حالات إيجابية في موهالي، وأربع حالات أخرى في ط بونجاب - 3 من جالاندهار وواحدة من أمريتسار.
●   في 10 أبريل، أُعلن عن أربع حالات إيجابية في أوديشا، و26 حالة إيجابية في راجستان. سُجّلت 21 حالة إيجابية في ولاية كجرات، و2 في ولاية بيهار. أُعلن أيضًا عن 10 حالات إيجابية في كارناتاكا، و8 في سريناغار.
12-11 أبريل
●  في 11 أبريل، كانت النتائج الإيجابية لفحص فتاة تبلغ من العمر 16 عامًا في تشهاتيسجاره، لكنها تعافت وخرجت من المستشفى. أُعلن عن وجود حالتين إيجابيتين في أوديشا ليرتفع عدد الإصابات في الولاية إلى 50. أُعلن عن 92 حالة إيجابية في ولاية ماهاراشترا، و7 حالات في كارناتاكا، و54 حالة في ولاية كجرات، و117 حالة إيجابية في راجستان، بالإضافة إلى حالتين إيجابيتين في هيماشال براديش، وحالة إيجابية واحدة في منطقة باتيالا. تأكدت حالتان جديدتان لاحقًا في موهالي، ثم حالة أخرى في باتهانكوت و 3 حالات من جالاندهار. أُعلن عن تسجيل 62 حالة إيجابية في ماديا براديش.
●  في 12 أبريل، أُعلن عن تسجيل 51 حالة في راجستان، و54 حالة في أوديشا، 15 حالة من دارافي في مومباي، 25 حالة إيجابية في ولاية كجرات. تعافى 36 شخصًا في يوم واحد في ولاية كيرالا. أُعلن أيضًا عن تسجيل 217 حالة إيجابية في مومباي، بالإضافة إلى 21 حالة إيجابية في جامو وكشمير. تأكد وجود إصابتين من قرية جواهربور في موهالي لأنثى عمرها 80 سنة وأخرى 55 سنة. خرجت امرأة تبلغ من العمر 70 عامًا من المستشفى بالإضافة إلى 7 آخرين في كارناتاكا بعد أن أنهوا علاجهم.
14-13 أبريل
●   في 13 أبريل، أُعلن عن تسجيل 11 حالة إيجابية في راجاستان - 10 من بهاراتبور و1 من بانسوارا. أُبلغ عن وجود 30 حالة إيجابية في أغرا، و22 حالة في ولاية كجرات، و4 من دارافي في مومباي. أفاد أحد الضباط من شرطة البنجاب في لوديانا البالغ من العمر 52 عامًا أنه إيجابي لكوفيد-19. أُبلغ عن 6 حالات إيجابية في البنجاب - حالة واحدة من موهالي وحالتين في كل من جالاندهار وباتنكوت، ثبتت إصابة 25 عامل في مستشفى في مومباي. أُعلن أيضًا عن 25 حالة في كشمير.
●  في 14 أبريل، أُعلن عن سجيل 29 حالة وفاة. أظهرت امرأة تبلغ من العمر 56 عامًا وامرأة تبلغ من العمر 38 عامًا نتائج إيجابية لاختبار كوفيد-19 في موهالي. أُبلغ أيضًا عن 45 حالة في ولاية كجرات، و34 حالة إيجابية في أندرا براديش، وحالتين في هاريانا، بالإضافة إلى 8 حالات إيجابية في ولاية كيرالا، و204 في مومباي. أُبلغ عن 71 حالة إيجابية في راجستان. تأكدت أول إصابة في منطقة غورداسبور بعد أن كانت نتيجة فحص رجل عمره 60 عامًا إيجابية.
16-15 أبريل
●  في 15 أبريل، تجاوز عدد الحالات الإيجابية في الهند 11000 حالة، وأُبلغ عن 39 حالة وفاة. وعن تسجيل 76 حالة إيجابية في إندور، و5 حالات إيجابية في دارافي - مومباي، و56 حالة إيجابية في كجرات، و29 حالة في راجستان، و19 حالة إيجابية في ولاية أندرا براديش بالإضافة إلى 183 حالة إيجابية في مومباي، وحالة إيجابية واحدة فقط في ولاية كيرالا. و15 حالة في كارناتاكا، و38 حالة في ولاية تاميل نادو، كان هناك 34 شخصًا من بين هذه الحالات مخالطين لمرضى سابقين.
● في 16 أبريل، أُعلن عن 28 حالة وفاة، وسُجّلت 19 حالة إيجابية في أغرا، و22 حالة إيجابية في ولاية أندرا براديش، بالإضافة إلى حالتين إيجابيتين في ولاية بيهار، و15 حالة في تاميل نادو، و34 حالة في كارناتاكا، و107 في مومباي، و7 حالات في كيرالا، وحالتين في آسام. تأكدت إصابة 6 حالات في منطقة جالاندهار، البنجاب.
18-17 أبريل
●  في 17 أبريل، أُعلن عن 32 حالة وفاة، وسُجّلت 38 حالة في راجاستان - جايبور 5، جودبور 18، جونجونو 1، ناغور 2، أجمير 1، تونك 6، جالاوار 1، كوتا 4. أُعلن عن تسجيل 5 حالات إيجابية في ولاية أندرا براديش، و92 حالة إيجابية في ولاية كجرات، و38 حالة في كارناتاكا، و288 حالة في ولاية ماهاراشترا، و66 حالة في تيلانجانا. أُبلغ عن حالتين من منطقة لودهيانا وكانت أول حالة كانت من منطقة، وتأكدت أربع حالات في جالاندهار. أُبلغ عن 56 حالة إيجابية في تاميل نادو، و15 حالة إيجابية في دارافي.
●  في 18 أبريل، أعلنت وزارة الصحة ورعاية الأسرة عن وجود 84% من الحالات في ولاية تاميل نادو من بين 14378 حالة، 63% في دلهي، 79% في تيلانجانا، 59% في ولاية أوتار براديش،61% في ولاية أندرا براديش، شُفي 1992 مريضًا حتى الآن، وهو رقم يشكّل نسبة 13.58% من إجمالي عدد المرضى. أُبلغ عن تسجيل 98 حالة في راجستان، و12 حالة إيجابية في كارناتاكا، و49 حالة في تاميل نادو وحالتين في أوتارانتشال.

#### 19 أبريل
أُعلن عن تسجيل 31 حالة وفاة.
جهارخاند: أُعلن عن تسجيل حالة إيجابية واحدة في دانباد، ليصل العدد إلى 2.
ولاية أوتار براديش: أُعلن عن تسجيل 45 حالة إيجابية في أغرا، ليصل العدد إلى 241.
ماهاراشترا: أُعلن عن تسجيل 9 حالات في ناجبور، ليصل العدد في المدينة إلى 72.
بيهار: أُعلن عن تسجيل حالة إيجابية واحدة في بيهار، ليرتفع العدد إلى 87 في الولاية.
كارناتاكا: أُعلن عن تسجيل 4 حالات في ميسورو، من بين 4 مرضى، هناك مريضان لهما تاريخ سفر إلى دلهي، ليصل العدد في الولاية إلى 388.
راجستان: أُعلن عن تسجيل 80 حالة إيجابية - 17 في بهاراتبور، 1 في بهيلوارا، 2 في بيكانر، 7 في جايبور، 1 في جايسالمر، 1 في جونجهونو، 30 في جودبور، 12 في ناغور، 2 في كوتا 2 في جالاوار، 1 في هانومانغاره و1 في ساواي مادهوبور، ليرتفع العدد في الولاية إلى 1431.
أُعلن 4 حالات إيجابية في موهالي.

#### 20 أبريل
أُعلن عن تسجيل 40 حالة وفاة و 1,540 حالة جديدة.
مهاراشترا: أُعلن عن تسجيل ثلاث حالات في ناجبور، ليرتفع العدد إلى 76. أُبلغ في نفس اليوم عن 466 حالة جديدة في ولاية ماهاراشترا، ما رفع العدد الإجمالي في الولاية إلى 4666.
كارناتاكا: أُعلن عن تسجيل 5 حالات في كارناتاكا، ما رفع العدد الإجمالي في الولاية إلى 395.
جامو وكشمير: أُعلن عن تسجيل 14 حالة في جامو وكشمير، ما رفع العدد الإجمالي في الولاية إلى 368.
أندرا براديش: أُعلن عن تسجيل 75 حالة في الولاية، ليصل العدد الإجمالي إلى 722.
البنجاب: تأكدت إصابة حالة واحدة في جالاندهار.

### 21 أبريل
أُبلغ عن 44 وفاة.
ماديا براديش: أُبلغ عن 18 حالة جديدة، ما رفع المجموع الكلي في الولاية إلى 915 حالة.
أتر براديش: أبلغ عن 28 حالة في أغرة، ما رفع الحصيلة الإجمالية في أغرة إلى 295. أبلغ عن 31 حالة في رايباريلي.
بنغال الغربية: أبلغ عن 29 حالة جديدة، ما رفع الحصيلة الإجمالية في الولاية إلى 274.
ماهاراشترا: أبلغ عن 29 حالة جديدة، ما رفع الحصيلة في الولاية إلى 179.
بنجاب: أبلغ عن حالة جديدة في موهالي حيث كُشفت إصابة شاب عمره 25 سنة وكشفت إصابة خمسة أشخاص آخرين اتصلوا جميعهم بالمصاب.

### 22 أبريل
أُبلغ عن 49 وفاة.
أوقفت الهند الاختبارات السريعة بعد معرفة أن المعدات (الكيتات) الصينية المُستخدمة مَعيبة.
راجستان: أُبلغ عن 64 حالة جديدة في راجستان، ما رفع الحصيلة في الولاية إلى 1799.
أتر براديش: أبلغ عن ست حالات جديدة في ميروت. وأبلغ عن حالتين في كانبور. وأبلغ عن 26 حالة في ساهارانبور.
ماهاراشترا: أبلغ عن 9 حالات في مومباي في دهارافي.
تاميل نادو: أبلغ عن 33 حالة في الولاية.
كيرالا: أبلغ عن 11 حالة في الولاية.
جامو وكشمير: أبلغ عن 27 حالة في الولاية.

### 23 أبريل
أبلغ عن 34 وفاة و1299 حالة جديدة.
راجستان: أبلغ عن 47 حالة جديدة في راجستان- 20 منها في جودبور، 12 في جايبور، 10 في ناجور، 2 في هانومانغاره، 2 في أجمير.
أندرا براديش: أبلغ عن 80 حالة جديدة في الولاية.
أتر براديش: أبلغ عن 13 حالة جديدة في ساهارانبور. أبلغ عن حالتين في كانبور، ما رفع الحصيلة في كانبور إلى 79.
ماهاراشترا: أبلغ عن 25 حالة جديدة في مومباي في دهارافي.

### 24 أبريل
أُبلغ عن 37 وفاة و1752 حالة جديدة.
راجستان: أُبلغ عن 70 حالة جديدة، ما رفع إجمالي الحالات في الولاية إلى 2,034.
ماهاراشترا: أُبلغ عن 6 حالات جديدة من دهارافي في مومباي.
أوتراخند: أُبلغ عن حالة واحدة في الولاية.
بنجاب: كشف عن إصابة سيدة عمرها 35 عامًا في لوديانا وأُبلغ عن حالة واحدة في جالاندهار. كُشف لاحقًا عن 6 حالات في باتيالا، وحالتين من مانسا، وحالة من أمريتسار.
تاميل نادو: أُبلغ عن 72 حالة جديدة، منها 25 من تشيناي.

### 25 أبريل
أُبلغ عن 56 وفاة و1490 حالة.
بيهار: أُبلغ عن حالتين في بيهار.
ماهاراشترا: أُبلغ عن 21 حالة من دهارافي في مومباي. أُبلغ عن إصابة 96 فردًا من الشرطة في الولاية.
كارناتكا: أُبلغ عن 26 حالة في الولاية.
جهارخاند: أُبلغ عن 4 حالات إيجابية في رانتشي.
بنجاب: كشف عن إصابة طبيبة في باثانكوت. أُكدت 6 حالات أخرى في راجبورا في مقاطعة باتيالا وجميعهم مخالطون لمصابين بالفيروس. بعد نحو شهر أُبلغ عن حالة جديدة والمصاب رجل عمره 35 عامًا عائد من جامو. أُبلغ عن 18 وفاة في بنجاب في جالاندهار حيث توفي صباحًا رجل عمره 48 عامًا تبين لاحقًا أنه مصاب بالفيروس.
راجستان: أُبلغ عن 49 حالة ووفاتين.

### 26أبريل
أُبلغ عن 47 وفاة و1975 حالة. الحالات الجديدة مبلغ عنها حسب التالي:
ماديا براديش: أُبلغ عن91 حالة في إندور
بيهار: أُبلغ عن 13 حالة في ساهارنبور
هاريانا: أُبلغ عن 9 حالات.
ماهاراشترا: 440 حالة.
بنجاب: أُبلغ عن 9 حالات جديدة في جالاندهار.
تاميل نادو: أُبلغ عن 64 حالة في الولاية.
راجستان: أُبلغ عن 102 حالة في الولاية.

### 27أبريل
أُبلغ عن 60 وفاة و 1463 حالة.
جهارخاند: أُبلغ عن الحالات الأولى في مدينة جامتارا، ما رفع الحصيلة في الولاية إلى 83. أُبلغ عن 7 حالات في رانتشي.
ماهاراشترا: أُبلغ عن 13 حالة من دهارافي في مومباي.
شانديغار: 4 حالات.
تاميل نادو:52 حالة.
راجستان: 77 حالة.

### 28 أبريل
أُبلغ عن 51 وفاة و1594 حالة.
أندرا براديش: 82 حالة جديدة.
ماديا براديش: 19 حالة في إندور.
غوجارات: 226 حالة.
ماهاراشترا: أُبلغ عن 42 حالة من دهارافي.
بنجاب: أُبلغ عن حالتين في موهالي.
تاميل نادو: أُبلغ عن 121 حالة، منها 103 من تشيناي.
أتراخند: أُبلغ عن حالة واحدة.
جامو وكشمير: 23 حالة.
راجستان: أُبلغ عن 102 حالة.

### 29 أبريل
أُبلغ عن 71 وفاة و 1813 حالة.
شانديغار: 12 حالة.
أوديشا: 7 حالات.
بيهار: 9 حالات.
كيرالا: 10 حالات.
جهارخاند: 106 حالات.
بنغال الغربية: أُبلغ عن 33 حالة في الولاية.
بنجاب: أكدت حالتان في فريدكوت لعائدين من نانديد، ماهاراشترا. أكدت 11 حالة في لوديانا، منها سبعة عائدين من نانديد و4 عائدين من جامعة كوتا في راجستان وثلا ث حالات مؤكدة في هوشيربور. أُبلغ عن حالتين في موهالي.
راجستان: 74 حالة.
تاميل نادو: 104 حالات.

### 30أبريل
أُبلغ عن 67 وفاة و1823 حالة.
هاريانا: 18 حالة.
أندرا براديش:71 حالة.
ماهاراشترا: 25 حالة من دهارافي.
بنجاب: 105 حالات.
شانديغار: 5 حالات.
تاميل نادو: 161 حالة.
أوديشا: 14 حالة.
راجستان: 146 حالة.

## مايو

### 1 مايو
تمديد الإغلاق الوطني إلى 17 مايو
2 مايو 10,000 حالة شفاء مؤكدة
7 مايو 50,000 حالة مؤكدة
10 مايو 2,000 حالة مؤكدة
11 مايو 20,000 حالة شفاء مؤكدة
17 مايو تمديد الإغلاق الوطني إلى 31 مايو
19 مايو 10,000 حالة مؤكدة
23 مايو 50,000 حالة شفاء مؤكدة
27 مايو 150,000 حالة مؤكدة
31 مايو 5,000 وفاة مؤكدة
أُبلغ عن 77 وفاة و 1755 حالة جديدة.
مددت حكومة الهند الإغلاق الوطني أسبوعين إضافيين إلى 17 مايو.
كارناتكا: 11 حالة
أوديشا: أُبلغ عن حالة واحدة في الولاية.
ماهاراشترا: 583 حالة
جهارخاند: 4 حالات.
تيلانجانا: 22 حالة.
راجستان: 82 حالة.
غوجارات: 313 حالة.

### 2 مايو
أُبلغ عن 77 وفاة و2411 حالة.
أندرا براديش: 62 حالة
بنجاب: 195 حالة. أُبلغ عن حالتين في موهيل.
ماهاراشترا: أُبلغ عن 11 حالة في ناغبور. أُبلغ عن 790 حالة في الولاية.
هاريانا: 47 حالة.
أوديشا: حالتان.
تاميل نادو: 231 حالة
راجستان: 106 حالة جديدة

### 3 مايو
أُبلغ عن 83 وفاة و2487 حالة.
أندرا بارديش: 58 حالة
بنجاب: 331 حالة
جامو وكشمير: 35 حالة
كارناتكا: 3 حالات
أتراخاند: أُبلغ عن حالة واحدة فقط في الولاية
أوديشا: حالتان
راجستان: 114 حالة
4 مايو
أُبلغ عن 83 وفاة و 2573 حالة.
أندرا بارديش: 67 حالة
هاريانا: 75 حالة
بنجاب: 132 حالة
تاميل نادو: 527 حالة
شانديغار: 5 حالات
بيهار: 6 حالات
راجستان: 175 حالة

### 5 مايو
أُبلغ عن 194 وفاة و3875 حالة.
ترايبورا: كشف عن إصابة 13 من حرس الحدود في الولاية.
كارناتكا: 8 حالات
شانديغار: 13 حالة
جهارخاند: 4 حالات
بنجاب: 219 حالة
راجستان: 97 حالة

### 6 مايو
أُبلغ عن 111 وفاة و2680 حالة جديدة.
أعلنت حكومة تيلانجانا عن تمديد الإغلاق حتى 29 مايو في الولاية.
أوديشا: أُبلغ عن حالة واحدة في الولاية.
بنغال الغربية: 122 حالة.
ماهاراشترا: 1233 حالة و 68 حالة في دهارافي في مومباي.
كارناتكا: 20 حالة
جامو وكشمير: 34 حالة
تاميل نادو: 771 حالة
راجستان: 159 حالة وكشف عن إصابة 30 من حرس الحدود ممن عادوا من دلهي بعد أداء مهامهم المتعلقة بتدبير كوفيد-19.

### 7 مايو
أُبلغ عن 89 وفاة و3561 حالة. تجاوزت الحصيلة الكلية لعدد المصابين في البلاد 50,000.
أندرا بارديش: 56 حالة
كارناتكا: 8 حالة
جهارخاند: 5 حالات
هاريانا: 31 حالة
تاميل نادو: 580 حالة
كارناتكا: 12 حالة
ماهاراشترا: 1,216 حالة في الولاية و250 حالة بين رجال الشرطة في مومباي وتجاوز مجموع الإصابات في مومباي 10,000 حالة.
بنغال الغربية: 92 حالة
راجستان: 110 حالة

### 8 مايو
أُبلغ عن 103 وفاة و3390 حالة.
أوديشا: 26 حالة
أندرا بارديش: 54 حالة
تاميل نادو: 600 حالة
جامو وكشمير: 30 حالة
بنجاب: 87 حالة
شانديغار: 146 حالة
أتراخند: حالتان
بنغال الغربية: 130 حالة
راجستان: 152 حالة

### 9 مايو
أُبلغ عن 95 وفاة و 3320 حالة.
أتراخند: 4 حالة
أندرا بارديس: 43 حالة
تشانديغالر: 23 حالة
بنجاب: 31 حالة
ماهاراشترا: أُبلغ عن 25 حالة من دهارافي في مومباي
كارناتكا: 41 حالة
غوجارات: 394 حالة
تاميل نادو: 526 حالة
راجستان: 129 حالة

### 10 مايو
أُبلغ عن 128 وفاة و3277 حالة
هاريانا: 20 حالة
كارناتكا: 53 حالة
تاميل نادو: 669 حالة
ماهاراشترا: أُبلغ عن 26 حالة من دهارافي في مومباي
أوديشا: 23 حالة
دلهي: 224 حالة
أوترا بارديش: 43 حالة
أترا بارديش: 84 حالة
راجستان: 106 حالة

### 11 مايو
أُبلغ عن 97 حالة وفاة، و4213 حالة إصابة.
أبلغ عن 20,000 حالة تعافي في المجمل حتى تاريخ 11 مايو. أُبلغ عن حالات جديدة في ولايات الهند ومناطقها على النحو التالي:
بهار: 11 حالة.
كارناتاكا: 14 حالة.
بنجاب: 54 حالة.
جامو وكشمير: 18 حالة.
دلهي: 310 حالة.
أندرا برديش: 38 حالة.
راجستان: 174 حالة.

### 12 مايو
أُبلِغ عن 87 حالة وفاة و3604 حالة إصابة. أُبلِغ عن حالات جديدة في ولايات الهند ومناطقها على النحو التالي:
أندرا برديش: 33 حالة.
هيماجل برديش: 4 حالات.
تاميل نادو: 716 حالة.
جامو وكشمير: 55 حالة.
بنجاب: 37 حالة.
البنغال الغربية: 37 حالة.
ماهاراشترا: أٌبلغ عن 46 حالة في دارافي في مومباي.
بهار: 34 حالة.
دلهي: 406 حالات.
راجستان: 138 حالة.

### 13 مايو
أُبلغ عن 122 حالة وفاة و3525 حالة إصابة. أبلغ عن حالات جديدة في ولايات الهند ومناطقها على النحو التالي:
شانديغار: حالتان.
كارناتاكا: 26 حالة.
ماهاراشترا: 1495 حالة، وأبلغ عن 46 حالة من دارافي في مومباي.
أندرا برديش: 48 حالة.
بنجاب: 37 حالة.
تاميل نادو: 509 حالات.
بهار: 84 حالة.
جامو وكشمير: 37 حالة.
كجرات: 364 حالة.
راجستان: 202 حالة.

### 14 مايو
أُبلغ عن 134 حالة وفاة و3722 حالة إصابة. أُبلغ عن حالات جديدة في ولايات الهند ومناطقها على النحو التالي:
أوتاراخند: 3 حالات.
دلهي: 472 حالة.
أندرا برديش: 68 حالة.
كارناتاكا: 22 حالة.
ماهاراشترا: 1602 حالة في المجمل، من ضمنها 1001 إصابة لدى رجال الشرطة في الولاية.
بنجاب: 11 حالة.
جامو وكشمير: 12 حالة.
تاميل نادو: 447 حالة.
البنغال الغربية: 87 حالة.
راجستان: 206 حالات.

### 15 مايو
أُبلغ عن 100 حالة وفاة و3997 حالة إصابة. أُبلغ عن حالات جديدة في ولايات الهند ومناطقها على النحو التالي:
راجستان: 213 حالة.
أندرا برديش: 57 حالة.
أوتار برديش: 43 حالة.
كيرالا: 16 حالة.
كارناتاكا: 69 حالة.
جهارخاند: حالتان.
ماهاراشترا: 1576 حالة.
البنغال الغربية: 84 حالة.
بنجاب: 13 حالة.

### 16 مايو
أُبلغ عن 100 حالة وفاة، و3970 حالة إصابة.
أعلنت حكومة البنجاب عن تمديد الإغلاق الشامل حتى 31 مايو. أُبلغ عن حالات جديدة في ولايات الهند ومناطقها على النحو التالي:
دلهي: 438 حالة.
بهار: 46 حالة.
تاميل نادو: 447 حالات.
كيرالا: 87 حالة.
كارناتاكا: 36 حالة.
البنغال الغربية: 115 حالة.
أندرا برديش: 102 حالة.
أوتارا برديش: 155 حالة.
ماهاراشترا: أُبلغ عن 884 حالات في مدينة مومباي.
جامو وكشمير: 108 حالات.
كجرات: 1057 حالة.
راجستان: 213 حالة، منها 119 سجينًا من سجن المقاطعة في جايبور.

### 17 مايو
أُبلغ عن 120 حالة وفاة، و4987 حالة إصابة.
مددت حكومة ماهاراشترا وميزورام وتاميل نادو الإغلاق حتى 31 مايو. لكن، في وقت لاحق مددت هيئة إدارة الكوارث الوطنية الإغلاق حتى 31 مايو في جميع الولايات الهندية. أُبلغ عن حالات جديدة في ولايات الهند ومناطقها على النحو التالي:
أندرا برديش: 25 حالة.
كارناتاكا: 54 حالة.
تاميل نادو: 639 حالة.
بنجاب: 18 حالة.
بهار: 58 حالة.
كيرالا: 14 حالة.
هيماجل برديش: حالتان.
ماهاراشترا: 2347 حالة.
جامو وكشمير: 62 حالة.
راجستان: 242 حالة.

### 18 مايو
أُبلغ عن 157 حالة وفاة، و5242 حالة إصابة. أُبلغ عن حالات جديدة في ولايات الهند ومناطقها على النحو التالي:
أوتاراخند: أُبلغ عن حالة واحدة في الولاية.
بهار: 37 حالة.
هيماجل برديش: 5 حالات.
كارناتاكا: 99 حالة.
كيرالا: 29 حالة.
آسام: حالتان.
تاميل نادو: 536 حالة.
بنجاب: 16 حالة.
دلهي: 299 حالة، ووصل إجمالي التعداد في الولاية إلى 10,000.
كجرات: 366 حالة.
أوديشا: 48 حالة.
راجستان: 305 حالات.
ماهاراشترا: 2033 حالة.

### 19 مايو
أُبلغ عن 134 حالة وفاة، و4970 حالة إصابة.
تجاوز العدد الإجمالي للحالات 10,000. أُبلغ عن حالات جديدة في ولايات الهند ومناطقها على النحو التالي:
كارناتاكا: 127 حالة.
أندرا برديش: 57 حالة.
تشاتيسغار: 57 حالة.
هيماجل برديش: 10 حالات.
كيرالا: 12 حالة.
بهار: 53 حالة.
أوتاراخند: 8 حالات.
آسام: 13 حالة.
كجرات: 395 حالة.
تاميل نادو: 601 حالة.
جامو وكشمير: 28 حالة.
البنغال الغربية: 136 حالة.
بنجاب: 22 حالة، ووصل إجمالي الحالات في الولاية إلى 2000.
راجستان: 338 حالات.
ماهاراشترا: 2127 حالات.

### 20 مايو
أُبلغ عن 140 حالة وفاة، و5611 حالة إصابة. أُبلغ عن حالات جديدة في ولايات الهند ومناطقها على النحو التالي:
دلهي: 534 حالة.
أوتاراخند: 18 حالة.
كارناتاكا: 67 حالة.
كيرالا: 24 حالة.
كجرات: 398 حالة.
آسام: 13 حالة.
بنجاب: 3 حالات.
تاميل نادو: 743 حالات، وتجاوز إجمالي عدد الحالات في الولاية 13,000.
البنغال الغربية: 142 حالة.
ماهاراشترا: 2250 حالة.
جامو وكشمير: 73 حالة.
هاريانا: 29 حالة.
جهارخند: 33 حالة.
راجستان: 170 حالة.

### 21 مايو
أُبلغ عن 132 حالة وفاة، و5609 حالة. أُبلغ عن حالات جديدة في ولايات الهند ومناطقها على النحو التالي:
أوتاراخند: 10 حالات.
بهار: 96 حالة.
تاميل نادو: 776 حالة.
بنجاب: 23 حالة.
كارناتاكا: 143 حالة.
دلهي: 571 حالة.
كجرات: 371 حالة.
ماهاراشترا: 2345 حالة.
راجستان: 212 حالة.

### 22 مايو
أُبلغ عن 148 حالة وفاة، و6088 حالة إصابة. أُبلغ عن حالات جديدة في ولايات الهند ومناطقها على النحو التالي:
أوتاراخند: 5 حالات.
تشاتيسغار: 16 حالة.
تاميل نادو: 786 حالة.
آسام: 12 حالة.
بهار: 118 حالة.
كيرالا: 42 حالة.
كارناتاكا: 138 حالة.
كجرات: 363 حالة.
ماهاراشترا: 2940 حالة.
راجستان: 267 حالة.

### 23 مايو
أُبلغ عن 137 حالة وفاة، و6654 حالة إصابة. أُبلغ عن حالات جديدة في ولايات الهند ومناطقها على النحو التالي:
دلهي: 591 حالة.
آسام: 53 حالة.
تاميل نادو: 710 حالات.
كارناتاكا: 262 حالة.
بنجاب: 16 حالة.
ماهاراشترا: 2608 حالات.
راجستان: 248 حالة.

### 24 مايو
أُبلغ عن حالات جديدة في ولايات الهند ومناطقها على النحو التالي:
أوتاراخند: 53 حالة.
هاريانا: 21 حالة.
تاميل نادو: 765 حالة.
آسام: 4 حالات.
ماهاراشترا: 3041 حالة.
راجستان: 286 حالة.

### 25 مايو
أُبلغ عن 154 حالة وفاة، و6977 حالة إصابة. أُبلغ عن حالات جديدة في ولايات الهند ومناطقها على النحو التالي:
أوتاراخند: 25 حالة.
كارناتاكا: 69 حالة.
تاميل نادو: 805 حالات.
بنجاب: 21 حالة.
كجرات: 405 حالات.
ماهاراشترا: 2436 حالة.
دلهي: 635 حالة.
راجستان: 272 حالة.

### 26 مايو
أُبلغ عن 146 حالة وفاة، و6535 حالة إصابة. أُبلغ عن حالات جديدة في ولايات الهند ومناطقها على النحو التالي:
كيرالا: 67 حالة.
أوتاراخند: 51 حالة.
بنجاب: 25 حالة.
تاميل نادو: 646 حالة.
البنغال الغربية: 193 حالة.
ماهاراشترا: 2091 حالة.
راجستان: 236 حالة.

### 27 مايو
أُبلغ عن حالات جديدة في ولايات الهند ومناطقها على النحو التالي:
آسام: 18 حالة.
أوتاراخند: 38 حالة.
تاميل نادو: 817 حالة.
كارناتاكا: 122 حالة.
أندرا برديش: 68 حالة.
ماهاراشترا: 2190 حالة.
راجستان: 280 حالة.

### 28 مايو
أُبلغ عن 194 حالة وفاة، و6566 حالة إصابة. أُبلغ عن حالات جديدة في ولايات الهند ومناطقها على النحو التالي:
أندرا برديش: 54 حالة.
أوديشا: 67 حالة.
البنغال الغربية: 344 حالة.
تاميل نادو: 827 حالة.
كارناتاكا: 115 حالة.
راجستان: 251 حالة.

### 29 مايو
أُبلِغ عن 265 حالة وفاة، و7964 حالة إصابة. أُبلِغ عن حالات جديدة في ولايات الهند ومناطقها على النحو التالي:
أوتاراخند: 102 حالة.
كارناتاكا: 248 حالة.
تاميل نادو: 874 حالة.
جامو وكشمير: 128 حالة.
ماهاراشترا: 2682 حالة.
راجستان: 298 حالة.

### 30 مايو
مددت وزارة الداخلية الإغلاق حتى 30 يونيو. أُبلِغ عن حالات جديدة في ولايات الهند ومناطقها على النحو التالي:
بهار: 150 حالة.
أندرا برديش: 131 حالة.
هاريانا: 202 حالة.
كارناتاكا: 141 حالة.
تاميل نادو: 856 حالة.
كجرات: 412 حالة.
دلهي: 1163 حالة.
ماهاراشترا: 2940 حالة.
راجستان: 252 حالة.

### 31 مايو
أُبلِغ عن حالات جديدة في ولايات الهند ومناطقها على النحو التالي:
أوتاراخند: 53 حالة.
البنغال الغربية: 371 حالة.
تاميل نادو: 1149 حالة.
كيرالا: 1149 حالة.
دلهي: 1295 حالة.
ماهاراشترا: 2487 حالة.
راجستان: 214 حالة.

## يونيو

### 1 يونيو
أُبلِغ عن 204 حالة وفاة، و8171 حالة إصابة. أُبلِغ عن حالات جديدة في ولايات الهند ومناطقها على النحو التالي:
آسام: 22 حالة.
أوديشا: 156 حالة.
دلهي: 990 حالة.
ماهاراشترا: 2361 حالة.

### 2 يونيو̝
أُبلِغ عن 217 حالة وفاة، و8909 حالة إصابة. أُبلِغ عن حالات جديدة في ولايات الهند ومناطقها على النحو التالي:
أندرا برديش: 115 حالة.
تاميل نادو: 1091 حالة.
كيرالا: 86 حالة.

### 3 يونيو̝
أُبلِغ عن 293 حالة وفاة، و9304 حالات إصابة. أُبلِغ عن حالات جديدة في ولايات الهند ومناطقها على النحو التالي:
تاميل نادو: 1286 حالة.
أندرا برديش: 79 حالة.
كيرالا: 82 حالة.
ماهاراشترا: 2560 حالة.

### 4 يونيو
أُبلِغ عن 273 حالة وفاة، و9851 حالة إصابة. أُبلِغ عن حالات جديدة في ولايات الهند ومناطقها على النحو التالي:
أندرا برديش: 98 حالة.
ماهاراشترا: 2933 حالة.
كجرات: 485 حالة.
تاميل نادو: 1373 حالة.

### 5 يونيو
أُبلِغ عن 294 حالة وفاة، و9887 حالة إصابة. أُبلِغ عن حالات جديدة في ولايات الهند ومناطقها على النحو التالي:
أندرا برديش: 50 حالة.
ماهاراشترا: 2436 حالة.
تاميل نادو: 1438 حالة.
كارناتاكا: 515 حالة.

### 6 يونيو
سُجِّلَت 287 حالة وفاة و9971 حالة إصابة. سُجِّلَت الحالات الجديدة في الولايات/ أقاليم الاتحاد على النحو التالي:
كارناتاكا: 378 حالة.
بيهار: 147 حالة.
أندرا براديش: 161 حالة.
ماهاراشترا: 2739 حالة.
كجرات: 498 حالة.

### 7 يونيو
سُجِّلَت 271 حالة وفاة و 9893 حالة. سُجِّلَت الحالات الجديدة في الولايات/ أقاليم الاتحاد على النحو التالي:
أندرا براديش: 130 حالة.
دلهي: 1320 حالة.

### 8 يونيو
سُجِّلَت 271 حالة وفاة و 9893 حالة. سُجِّلَت الحالات الجديدة في الولايات/ أقاليم الاتحاد على النحو التالي:
أندرا براديش: 125 حالة.
أوديشا: 138 حالة.
كيرالا: 91 حالة.

### 9 يونيو
سُجِّلَت 274 حالة وفاة و9985 حالة إصابة.
تاميل نادو: 1685 حالة.
أندرا براديش: 147 حالة.
كارناتاكا: 161 حالة.

### 10 يونيو
سُجِّلَت الحالات الجديدة في الولايات/ أقاليم الاتحاد على النحو التالي:
تاميل نادو: 1927 حالة.
كارناتاكا: 120 حالة.
أندرا براديش: 218 حالة.

### 11 يونيو
سُجِّلَت الحالات الجديدة في الولايات/ أقاليم الاتحاد على النحو التالي:
تاميل نادو: 1875 حالة.
كارناتاكا: 204 حالات.
أندرا براديش: 135 حالة.

### 12 يونيو
سُجِّلَت الحالات الجديدة في الولايات/ أقاليم الاتحاد على النحو التالي:
تاميل نادو: 1982 حالة.
أندرا براديش: 141 حالة.
أوديشا: 112 حالة.

### 14 يونيو
سُجِّلَت الحالات الجديدة في الولايات/ أقاليم الاتحاد على النحو التالي:
تاميل نادو: 1974 حالة.
كارناتاكا: 176 حالة.
أندرا براديش: 253 حالة.

### 15 يونيو
سُجِّلَت الحالات الجديدة في الولايات/ أقاليم الاتحاد على النحو التالي:
كارتاتاكا: 213 حالة.
تاميل نادو: 1843 حالة.

### 16 يونيو
سُجِّلَت الحالات الجديدة في الولايات/ أقاليم الاتحاد على النحو التالي:
تاميل نادو: 1515 حالة.
كارناتاكا: 317 حالة.

### 17 يونيو
سُجِّلَت الحالات الجديدة في الولايات/ أقاليم الاتحاد على النحو التالي:
تاميل نادو: 2174 حالة.
ولاية البنغال الغربية: 391 حالة.
أندرا براديش: 275 حالة.

### 18 يونيو
سُجِّلَت الحالات الجديدة في الولايات/ أقاليم الاتحاد على النحو التالي:
تاميل نادو: 2141 حالة.
كارناتاكا: 210 حالة.
أندرا براديش: 210 حالة.

### 19 يونيو
سُجِّلَت الحالات الجديدة في الولايات/ أقاليم الاتحاد على النحو التالي:
تاميل نادو: 2115 حالة.
ولاية كجرات: 540 حالة.

### 20 يونيو
سُجِّلَت الحالات الجديدة في الولايات/ أقاليم الاتحاد على النحو التالي:
كارناتاكا: 416 حالة.
تاميل نادو: 2396 حالة.

### 21 يونيو
سُجِّلَت الحالات الجديدة في الولايات/ أقاليم الاتحاد على النحو التالي:
تاميل نادو: 2352 حالة.
كارناتاكا: 453 حالة.
أندرا براديش: 477 حالة.

### 23 يونيو
سُجِّلَت الحالات الجديدة في الولايات/ أقاليم الاتحاد على النحو التالي:
تاميل نادو: 2516 حالة.
ولاية أندرا براديش: 462 حالة.

### 24 يونيو
سُجِّلَت الحالات الجديدة في الولايات/ أقاليم الاتحاد على النحو التالي:
ماهاراشترا: 3890 حالة.
تاميل نادو: 2865 حالة.

### 25 يونيو
سُجِّلَت الحالات الجديدة في الولايات/ أقاليم الاتحاد على النحو التالي:
تاميل نادو: 2509 حالة.
ولاية أندرا برديش: 553 حالة.

### 26 يونيو
سُجِّلَت الحالات الجديدة في الولايات/ أقاليم الاتحاد على النحو التالي:
تاميل نادو: 3523 حالة.
ماهاراشترا: 5024 حالة.

### 27 يونيو
سُجِّلَت الحالات الجديدة في الولايات/ أقاليم الاتحاد على النحو التالي:
دلهي: 2948 حالة.
تاميل نادو: 3713 حالة.

### 28 يونيو
سُجِّلَت الحالات الجديدة في الولايات/ أقاليم الاتحاد على النحو التالي:
دلهي: 2889 حالة.
تاميل نادو: 3940 حالة.

### 29 يونيو
سُجِّلَت الحالات الجديدة في الولايات/ أقاليم الاتحاد على النحو التالي:
تاميل نادو: 3949 حالة.

### 30 يونيو
سُجِّلَت الحالات الجديدة في الولايات/ أقاليم الاتحاد على النحو التالي:
تاميل نادو: 3943 حالة.
كيرالا: 131 حالة.

## يوليو

### 1 يوليو
سُجِّلَت الحالات الجديدة في الولايات/ أقاليم الاتحاد على النحو التالي:
تاميل نادو: 3882 حالة.
أتر براديش: 564 حالة.

### 2 يوليو
سُجِّلَت الحالات الجديدة في الولايات/ أقاليم الاتحاد على النحو التالي:
تاميل نادو: 4343 حالة.
البنجاب: 120 حالة.

### 3 يوليو
سُجِّلَت الحالات الجديدة في الولايات/ أقاليم الاتحاد على النحو التالي:
تاميل نادو: 4329 حالة.
كيرالا: 211 حالة.

### 4 يوليو
سُجِّلَت الحالات الجديدة في الولايات/ أقاليم الاتحاد على النحو التالي:
دلهي: 2505 حالة.
تاميل نادو: 4280 حالة.

### 5 يوليو
سُجِّلَت الحالات الجديدة في الولايات/ أقاليم الاتحاد على النحو التالي:
دلهي: 2244 حالة.
أندرا براديش: 2244 حالة.

### 6 يوليو
سُجِّلَت الحالات الجديدة في الولايات/ أقاليم الاتحاد على النحو التالي:
ماهاراشترا: 5368 حالة.
تاميل نادو: 3827 حالة.

### 7 يوليو
سُجِّلَت الحالات الجديدة في الولايات/ أقاليم الاتحاد على النحو التالي:
أتر براديش: 1346 حالة.
ماهاراشترا: 5134 حالة.

### 8 يوليو
سُجِّلَت الحالات الجديدة في الولايات/ أقاليم الاتحاد على النحو التالي:
كيرالا: 301 حالة.
تاميل نادو: 3756 حالة.

### 9 يوليو
سُجِّلَت الحالات الجديدة في الولايات/ أقاليم الاتحاد على النحو التالي:
أندرا براديش: 155 حالة.
دلهي: 2187 حالة.

### 10 يوليو
سُجِّلَت الحالات الجديدة في الولايات/ أقاليم الاتحاد على النحو التالي:
تاميل نادو: 3680 حالة.
أندرا براديش: 1608 حالة.

### 11 يوليو
سُجِّلَت الحالات الجديدة في الولايات/ أقاليم الاتحاد على النحو التالي:
تاميل نادو: 3965 حالة.
أندرا براديش: 1813 حالة.

### 12 يوليو
سُجِّلَت الحالات الجديدة في الولايات/ أقاليم الاتحاد على النحو التالي:
تاميل نادو: 4244 حالة.
دلهي: 1574 حالة.

### 13 يوليو
سُجِّلَت الحالات الجديدة في الولايات/ أقاليم الاتحاد على النحو التالي:
ولاية أتر براديش: 1644 حالة.
تاميل نادو: 4328 حالة.

## الاستجابة والتدابير المُتَّخذَة
في 3 مارس، علقت الهند تأشيرات مواطني إيطاليا وإيران وكوريا الجنوبية واليابان على الفور، إلى جانب المسافرين الذين ذهبوا إلى هذه الأماكن. نصحت السلطات بعدم السفر غير الضروري إلى الصين وإيران وإيطاليا وكوريا الجنوبية، إلى جانب الفحص الطبي للمسافرين القادمين من 14 مكان معين.
في 6 مارس، أمرت مجموعة الوزراء بفحص جميع الركاب الدوليين عند دخولهم البلاد. كان من المفترض أن تُعقد في الفترة من 27 إلى 29 مارس فعالية جوائز الأكاديمية الهندية للأفلام الدولية (والتي يطلق عليها اسم جوائز الأوسكار في بوليوود)، ولكنها تأخرت بسبب مخاوف مرتبطة بانتشار كوفيد 19.
في 8 مارس، حظرت قطر القادمين من الهند وسط مخاوف من انتشار الفيروس.
في 11 مارس، أوقفت الهند تأشيرات السفر للمسافرين، بما في ذلك السفر الحر بدون تأشيرة من 13 مارس حتى 15 أبريل، باستثناء التأشيرات الدبلوماسية والرسمية وتأشيرات التوظيف والعمل. حتى الركاب المسموح لهم بالدخول سيخضعون للحجر الصحي.
في 15 مارس، اقترح رئيس الوزراء ناريندرا مودي تأسيس صندوق لرابطة جنوب آسيا للتعاون الإقليمي سمّاه صندوق طوارئ سارك لكوفيد 19؛ وذلك بهدف معالجة الأزمة عبر اجتماعات تُعقَد باستخدام المكالمات الفيديوية. اقترح مودي إنشاء صندوق طوارئ كوفيد 19 على أساس تطوعي، مع التزام الهند بمبلغ 10 ملايين دولار أمريكي كبداية لذلك.
في 22 مارس، فرضت الهند حظر تجوال لمدة 14 ساعة لمحاولة مكافحة جائحة كوفيد 19 وتقييم قدرة البلاد على مكافحة الفيروس.
في 24 مارس، أعلن رئيس الوزراء ناريندرا مودي عن إغلاق تام اعتبارًا من منتصف ليل 25 مارس.
في 26 مارس، وُضِعَت 1.7 تريليون روبية هندية لتحفيز الاقتصاد لمساعدة ملايين الأشخاص المتضررين من إغلاق البلاد. أكد وزير المالية نيرمالا سيتارامان أن الحكومة الهندية تخطط لتوزيع خمسة كيلوغرام من الحبوب الغذائية الأساسية مثل القمح أو الأرز لكل شخص مجانًا لإطعام نحو 800 مليون فقير على مدى الأشهر الثلاثة القادمة.
في 2 أبريل، أعلنت الحكومة عن خطط لتحويل القطارات والملاعب إلى عنابر عزل لما مجموعه 320000 مريض.
في 8 أبريل، أمرت المحكمة العليا في الهند بأن المختبرات الطبية الخاصة لن تتقاضى أجورًا من المرضى مقابل اختبار كوفيد 19.
في 14 أبريل، مدد ناريندرا مودي مدة الحظر الوطني حتى 3 مايو، مع تخفيف مشروط من 20 أبريل للمناطق التي تمكنت من احتواء الفيروس.
في 27 أبريل، زعم رئيس الوزراء ناريندرا مودي أن إغلاق بلاده لمدة شهر أنقذ الأرواح وأسفر عن نتائج إيجابية خلال مؤتمر عقده عبر الفيديو مع رؤساء دول آخرين. نصح المجلس الهندي للبحوث الطبية حكومات الولايات بالتوقف عن استخدام معدات اختبار الفيروسات التاجية من شركتين صينيتين هما قوانغتشو ووندفو للتكنولوجيا الحيوية وتشوهاي ليفزون للمعدات التشخيصية بسبب أدائهما غير المرضي.

## إحصائيات
الأرقام مأخوذة من البيانات التي نشرتها وزارة الرعاية الصحية والأسرة على موقعها على الإنترنت.
| جائحة كوفيد 19 في الهند حسب الولاية والأقاليم الاتحادية |                |             |               |                |
| الولاية/ الإقليم الاتحادي | إجمالي الحالات | عدد الوفيات | حالات التعافي | الحالات النشطة |
| 35 / 36 | 878254         | 23174       | 553471        | 301609         |
| جزر أندامان ونيكوبار | 163            | 0           | 93            | 70             |
| أندرا براديش | 29168          | 328         | 15412         | 13428          |
| أروناتشال براديش | 359            | 2           | 138           | 219            |
| آسام | 16071 [ب]      | 35          | 10426         | 5610           |
| بيهار | 16642          | 143         | 11498         | 5001           |
| تشانديجارف | 559            | 8           | 417           | 134            |
| تشاتيسغار | 4059           | 19          | 3153          | 887            |
| دادرا ونجار هافيلي ودامان وديو | 479            | 0           | 245           | 234            |
| دلهي | 112494         | 3371        | 89968         | 19155          |
| غوا | 2453           | 14          | 1487          | 952            |
| كجرات | 41820          | 2045        | 29162         | 10613          |
| هاريانا | 21240          | 301         | 15983         | 4956           |
| هيماتشال براديش | 1213           | 11          | 929           | 273            |
| جامو وكشمير | 10513          | 179         | 5979          | 4355           |
| جهارخاند | 3756           | 30          | 2308          | 1418           |
| كارناتاكا | 38843          | 684         | 15409         | 22750          |
| كيرالا | 7873 [ج]       | 31          | 4095          | 3747           |
| لداخ | 1086           | 1           | 928           | 157            |
| لاكشادويب | 0              | 0           | 0             | 0              |
| ماديا براديش | 17632          | 653         | 12876         | 4103           |
| ماهاراشترا | 254427         | 10289       | 140325        | 103813         |
| مانيبور | 1609           | 0           | 896           | 713            |
| ميغالايا | 306            | 2           | 66            | 238            |
| ميزورام | 231            | 0           | 150           | 81             |
| ناجالاند | 774            | 0           | 327           | 447            |
| أوديشا | 13121          | 64          | 8750          | 4307           |
| بودوتشيري | 1418           | 18          | 739           | 661            |
| بنجاب | 7821           | 199         | 5392          | 2230           |
| راجستان | 24392          | 510         | 18103         | 5779           |
| سيكيم | 153            | 0           | 81            | 72             |
| تاميل نادو | 138470         | 1966        | 89532         | 46972          |
| تيلانجانا | 34671          | 356         | 22482         | 11833          |
| ترايبورا | 2054           | 2           | 1421          | 631            |
| أوتارانتشال | 3537           | 47          | 2786          | 704            |
| أتر براديش | 36476          | 934         | 23334         | 12208          |
| بنغال الغربية | 30013          | 932         | 18581         | 10500          |
| اعتبارًا من 13 يوليو 2020 |                |             |               |                |
| ملاحظات أ. 1- متضمنًا الرعايا الأجانب. 2- أعيد توزيع 2358 حالة إلى الولايات وفقًا لوزارة الصحة ورعاية الأسرة. ب. تضمنت بيانات وزارة الصحة ورعاية الأسرة حالة من منطقة ديمابور في ناجالاند، وهي ولاية شمال شرق الهند، إلى جانب عدد الحالات في آسام. أُدرِج المريض ضمن قائمة آسام بسبب تحويله إلى كلية ومستشفى جواهاتي الطبية للعلاج. هنا في الجدول، أُدرِجت الحالة مع حالات آسام وفقًا لوزارة الصحة والأسرة وليس وفقًا لإحصاءات حكومة ولاية آسام. ج. تضمنت بيانات وزارة الصحة ورعاية الأسرة وفاة من منطقة ماهي في بودوتشيري، وهي إقليم اتحادي في الهند تحيط بها منطقة شمال مالابار في كيرالا، لكنها أُدرِجت مع عدد الوفيات في ولاية كيرالا. حدث هذا بسبب علاج المريض في كلية بارايارام الطبية في كانور في كيرالا. هنا في الجدول، أُدرِجَت الوفاة مع وفيات ولاية كيرالا وفقًا لوزارة الصحة، وليس وفقًا لإحصاءات حكومة ولاية كيرالا. |                |             |               |                |